# Czernidłówka wrzecionowatozarodnikowa
Czernidłówka wrzecionowatozarodnikowa (Coprinopsis fusispora L. Nagy, Vágvölgyi & Papp) – gatunek grzybów należący do rodziny kruchaweczkowatych (Psathyrellaceae).

## Systematyka
Pozycja w klasyfikacji według Index Fungorum: Coprinopsis, Psathyrellaceae, Agaricales, Agaricomycetidae, Agaricomycetes, Agaricomycotina, Basidiomycota, Fungi.
Po raz pierwszy opisali go w 2013 r. László Nagy, Csaba Vágvölgyi i Tamás Papp na piaszczystej glebie wśród traw w półpustynnym lesie dębowym. Wyznaczyli holotyp. W 2025 r. Komisja ds. Polskiego Nazewnictwa Grzybów przy Polskim Towarzystwie Mykologicznym dla rodzaju Coprinopsis zarekomendowała polską nazwę „czernidłówka”.

## Morfologia
Kapelusz
O wymiarach do 15 × 20–30 mm, początkowo elipsoidalny do prawie kulistego, później rozszerzający się i wypukły do płaskowypukłego, w końcu płaski z podwiniętym brzegiem, osiągający szerokość do 45 mm. Powierzchnia u młodych okazów gładka, bladoochrowa, kremowa do beżowej, u starszych promieniście bruzdkowana, ciemniejsza, brązowawa w środku. Pokryta jest białawym, kłaczkowatymi lub nitkowatymi resztkami osłony, szybko zanikającymi i pozostającymi tylko w środku i na brzegu jako brązowawe włókienka.
Blaszki
Wolne, gęste, silnie brzuchate, o szerokości do 3(4) mm, początkowo białe, potem szarawe, w końcu czarniawe, silnie rozpływające się.
Trzon
Wysokość 35–70 mm, grubość 2–3 mm, smukły, jędrny, pusty. Powierzchnia cała biała, jedwabista, gładka, u nasady młodych okazów z białawymi resztkami osłony.
Miąższ
O niewyraźnym zapachu i smaku.
Cechy mikroskopowe
Bazydiospory 9,2–12,5 × 5,8–7,3 µm, Q = 1,52–1,71, Qav= 1,58, w widoku z przodu jajowate do elipsoidalnych z wystającym wierzchołkiem, w widoku z boku szeroko wrzecionowate, prawie migdałowate, nie soczewkowate, w KOH średnio ciemnoczerwonobrązowe, nieprzezroczyste, przeważnie z jedna dużą gutulą, małym hilum i centralną porą rostkową 1,4–1,7 µm. Podstawki czterozarodnikowe, maczugowate lub łopatkowate ze środkowym przewężeniem, 20–30 × 8–11 µm. Liczne cheilocystydy 62–120 × 22–46 (60) µm, przeważnie workowate, ale często elipsoidalne do cylindrycznych, z tępym wierzchołkiem. Liczne pleurocystydy, 55–110 × 25–38 µm, głównie workowate, czasami cylindryczne lub elipsoidalne. Osłona zbudowana z łańcuchów wydłużonych do cylindrycznych lub wrzecionowatych komórek o szerokości 13–25 µm; komórki końcowe wrzecionowate do cylindrycznych lub elipsoidalnych. Obecne sprzążki.

## Występowanie
W Polsce po 2018 roku podano kilka stanowisk, najbardziej aktualne podaje internetowy atlas grzybów. Znajduje się w nim na liście gatunków zagrożonych i wartych objęcia ochroną.
Saprotrof rozwijający się na resztkach drewna i szczątkach roślinnych. Występuje na żyznych pastwiskach i łąkach, rzadziej wśród opadłych liści lub wiórów drzewnych w lasach. Notowany zarówno na gliniastych, jak i piaszczystych, suchych i wilgotnych glebach.